# USAG
USAG è il marchio principale di utensileria a mano professionale di Stanley Black & Decker Italia S.r.l.
La  missione di USAG è quella di servire al meglio i propri clienti, sia nel settore Automotive (autoriparatori) che in quello Industria, nel comparto artigiano e manufatturiero. I valori che da sempre contraddistinguono di USAG sono innovazione e qualità.  
Le sedi di Gemonio (VA) e Monvalle (VA), possiedono le certificazioni UNI EN ISO 14001 (sistema di gestione ambientale) e UNI EN ISO 45001 (sistema di gestione per la salute e sicurezza sul lavoro) che garantiscono la valutazione e riduzione dei rischi per la sicurezza e dei propri impatti ambientali e l’impegno al miglioramento continuo. A garanzia dei più alti standard di qualità dei processi, il sito produttivo di Gemonio è inoltre certificato UNI EN ISO 9001:2015 e SA 8000 (Responsabilità Sociale), uno standard riconosciuto a livello internazionale che assicura che i prodotti/servizi, hanno origine, sono fabbricati e vengono distribuiti nel rispetto dei diritti umani sul lavoro, sia internamente, che lungo tutta la catena di fornitura. 
Il Centro di Distribuzione di Monvalle (VA), spedisce i prodotti a marchio USAG in Italia e in tutti i Paesi del mondo, dal Cile al Giappone. 
È costituito da tre anime principali:
• Il magazzino verticale completamente automatizzato ad alta tecnologia, con più prelevatori che funzionano in contemporanea in grado di ottimizzare il prelievo dei prodotti a minor rotazione.
• Il magazzino orizzontale a picking manuale, destinato ai prodotti movimentati di frequente.
• L’area dedicata al confezionamento degli assortimenti di utensili a catalogo.

## Storia
USAG è presente in Italia dal 1926, anno in cui, su iniziativa dell'imprenditore Hermann Amos, viene fondata a Gemonio (VA) l'Utensileria Società Anonima Gemonio. USAG fa così il suo ingresso nel settore dell'utensileria professionale, inserendosi tra una miriade di attività artigianali. Nel 1991 USAG entra a far parte del Gruppo francese FACOM TOOLS S.A., successivamente del Gruppo americano THE STANLEY WORKS e, da marzo 2010, del gruppo multinazionale StanleyBlack&Decker. 